# 1903
1903 (MCMIII) a fost un an obișnuit al calendarului gregorian, care a început într-o zi de joi.

## Evenimente

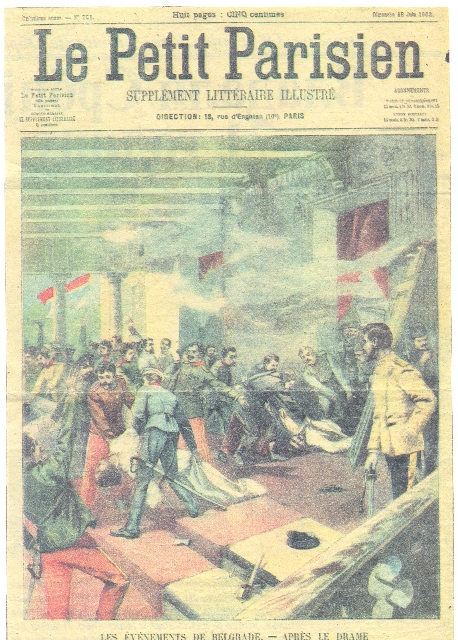
Asasinarea Regelui Alexandru I al Serbiei și a Reginei Draga.

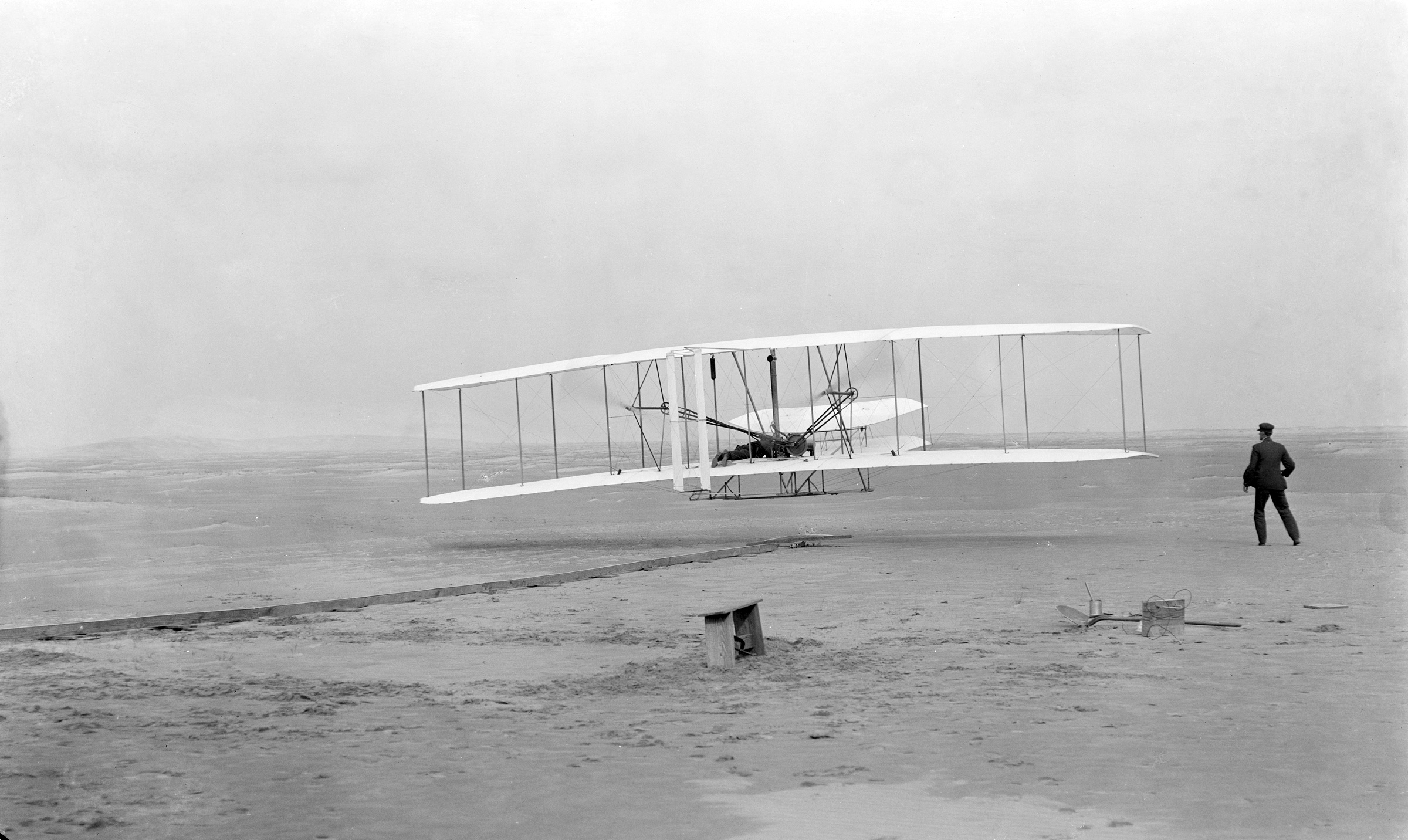
Primul zbor a lui Orville Wright.

### Ianuarie
- 1 ianuarie: Eduard al VII-lea al Marii Britanii este proclamat împărat al Indiei.
- 27 ianuarie: În România, s-a înființat,  Uniunea Generală a Industriașilor (UGIR) (azi UGIR-1903).

### Aprilie
- 6-8 aprilie: Pogromul de la Chișinău. Au decedat 49 de persoane.
- 9 aprilie: Țarul rus abrogă Constituția finlandeză. O lege de urgență dă Guvernatorului general, Nikolai Bobrikov, puteri dictatoriale.
- 29 aprilie: În Turcia, are loc un cutremur. Au decedat 860 de oameni.

### Mai
- 28 mai: În Turcia, are loc încă un cutremur (la Istanbul), murind 2.000 de oameni.

### Iunie
- 11 iunie: Regele Alexandru I al Serbiei și Regina Draga, sunt asasinați de membri ai grupării panslaviste Mâna Neagră, care urmăreau îndepărtarea Serbiei de sub influența vestică, în folosul Rusiei. Deoarece ofițerii implicați în atentat făceau parte din Regimentul 6 Infanterie, care purta numele "Regimentul Regele Carol al României", Carol I al României a telegrafiat la Belgrad anunțând că renunță la patronajul onomastic asupra regimentului respectiv.
- 15 iunie: Petru I al Serbiei este încoronat rege al Serbiei.

### Iulie
- 1-19 iulie: Primul Tur al Franței a fost câștigat de Maurice Garin.

### August
- 4 august: Giuseppe Melchiorre Sarto este ales Papa Pius al X-lea, care îl succede pe Papa Leon al XIII-lea.

### Noiembrie
- 18 noiembrie: Tratatul Hay-Bunau Varilla. La Washington se încheie un acord între Statele Unite și Panama, noul stat proclamat independent cu numai câteva zile înainte cu ajutorul Statelor Unite. Prin această înțelegere diplomatică, americanii au primit controlul total asupra Istmului Panama.

### Decembrie
- 17 decembrie: Orville Wright lansează primul aparat de zbor din istorie, zburând la Kitty Hawk (Carolina de Nord) pentru 12 secunde, timp în care a parcurs distanța de 37 metri, la o înălțime de circa 10 metri. După cel de-al patrulea zbor, o pală puternică de vânt a răsturnat avionul, avariindu-l grav. Astăzi, avionul poate fi admirat la Muzeul Smithsonian din Washington.
- 28 decembrie: S-a înființat „Societatea Numismatică română”.

### Nedatate
- Se termină construcția sediului Facultății de Medicină din București.
- William Harley și Arthur Davidson, au lansat compania de motociclete Harley-Davidson.

## Arte, științe, literatură și filozofie
- 6 aprilie: Apare în Sămănătorul poezia În Luxemburg, semnată Dimitrie Anghel.
- 23 noiembrie: Debutul lui Enrico Caruso la New York.
- Pictorul francez Claude Monet pictează Les Nymphéas.
- Se realizează filmul american Marele jaf al trenului, primul film al cinematografiei care a avut la bază o întâmplare reală.

## Nașteri

### Ianuarie
- 2 ianuarie: Kane Tanaka, supercentenară japoneză (d. 2022)

### Februarie

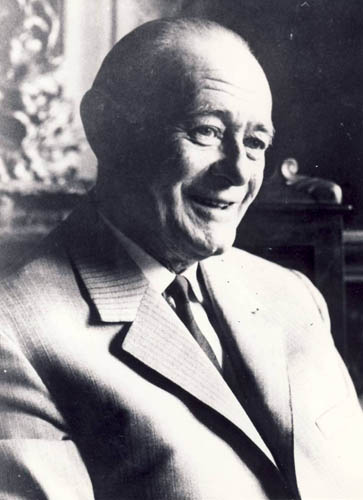
Tudor Mușatescu, poet, prozator, dramaturg și publicist român
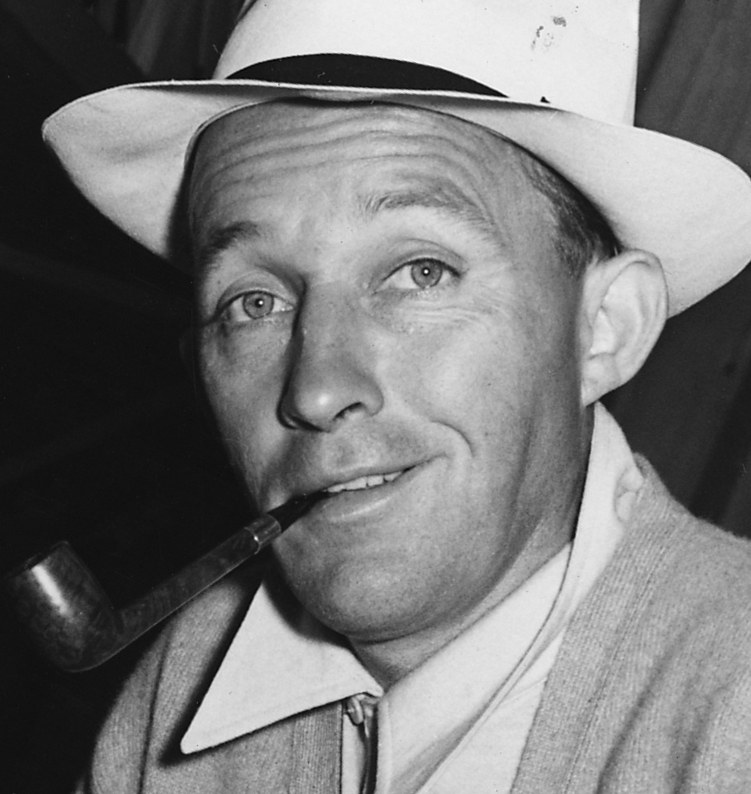
Bing Crosby, cântăreț și actor american
Nicu Stănescu, compozitor, aranjor, dirijor și violonist român
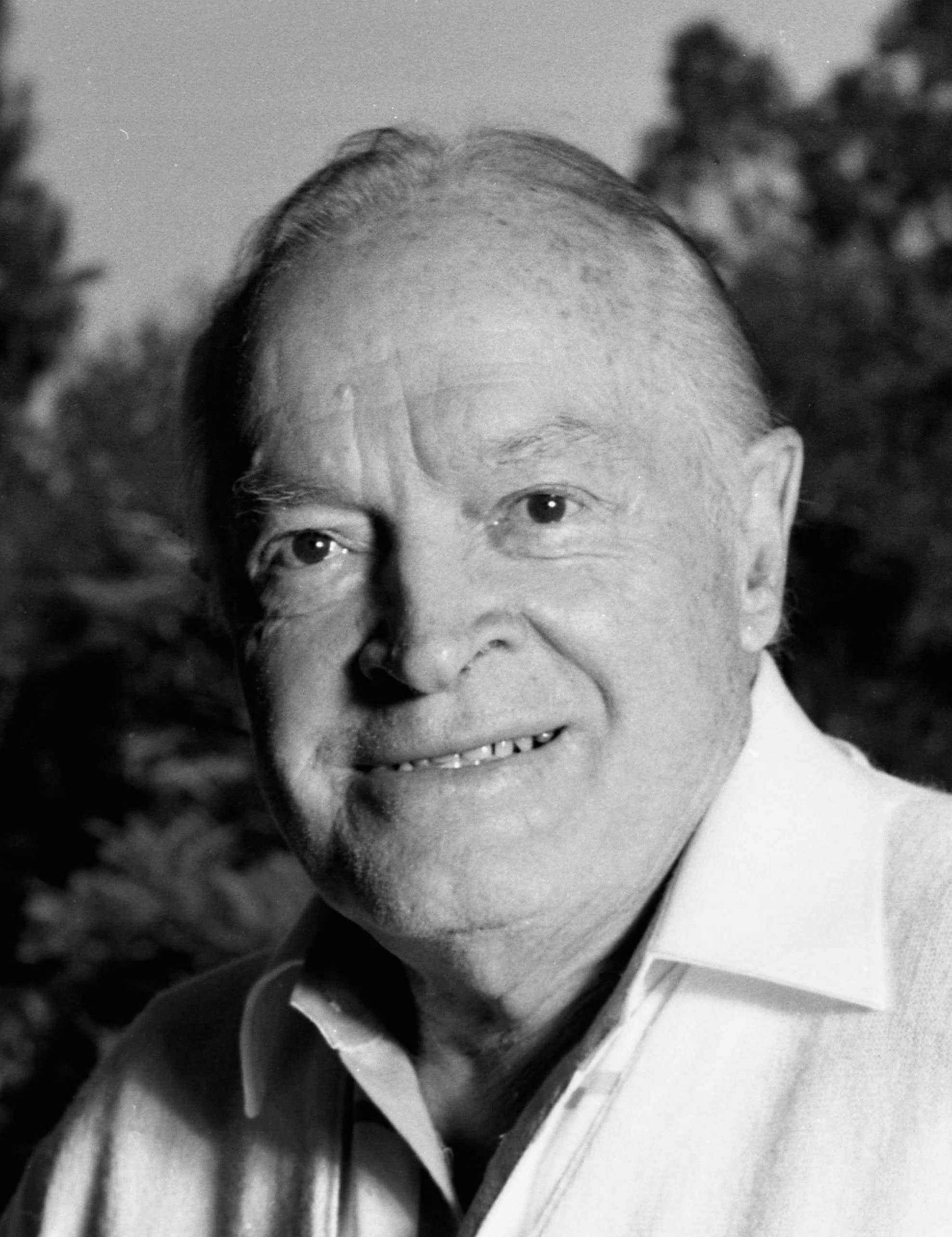
Bob Hope, actor american
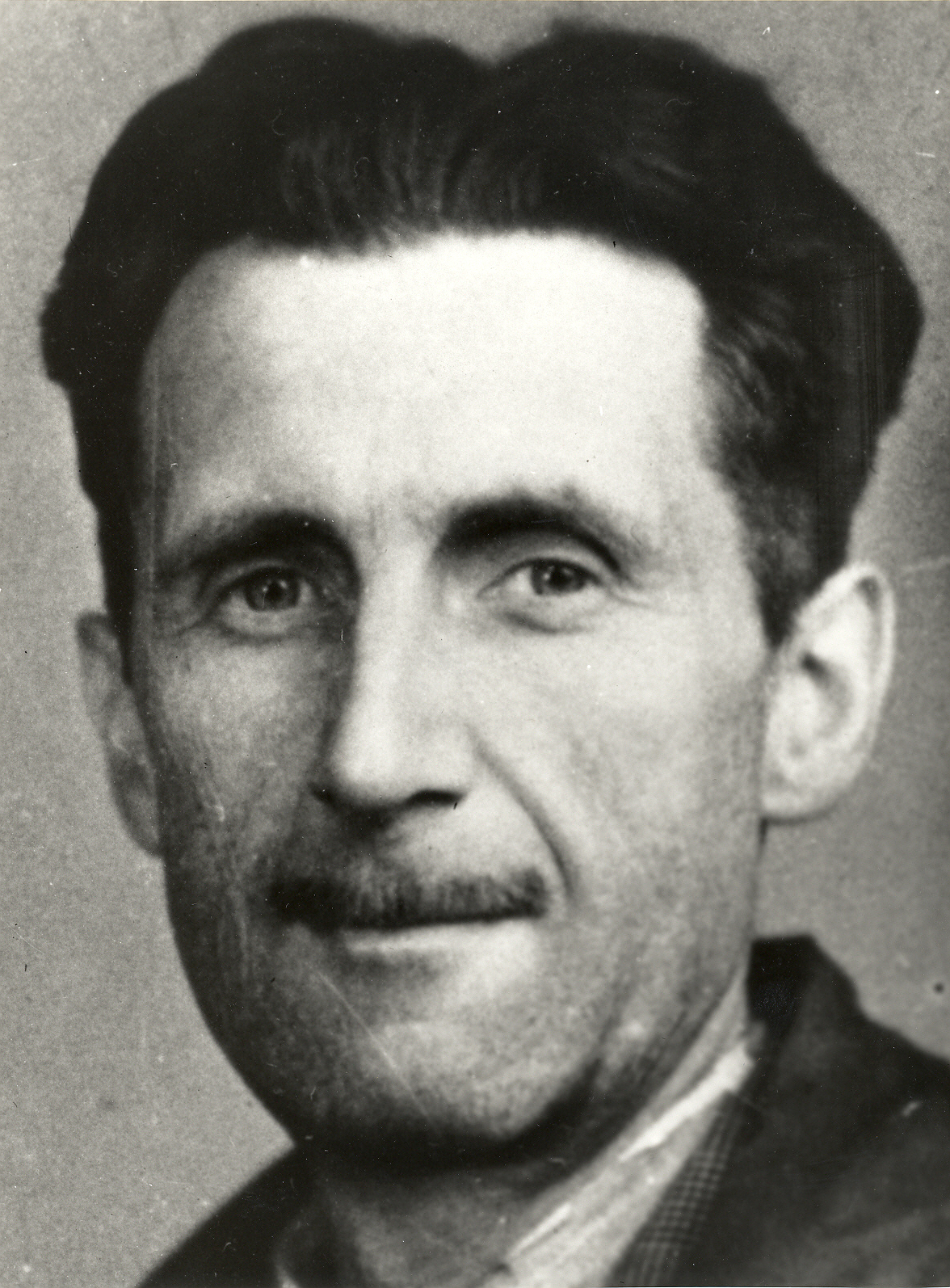
George Orwell, autor englez

- 13 februarie: Gheorghe Manu, fizician român și dizident anti-comunist (d. 1961)
- 13 februarie: Georges Simenon (n. Georges Joseph Christian Simenon), scriitor belgian de romane polițiste (d. 1989)
- 21 februarie: Anaïs Nin, scriitoare americană de etnie franceză (d. 1977)
- 21 februarie: Raymond Queneau, scriitor francez (d. 1976)
- 22 februarie: Tudor Mușatescu, poet, prozator, dramaturg și publicist român (d. 1970)
- 26 februarie: Jean Moscopol, cântăreț român (d. 1980)
- 27 februarie: Ion Irimescu, sculptor român (d. 2005)

### Martie
- 6 martie: Împărăteasa Kōjun, soția împăratului Hirohito al Japoniei (d. 2000)
- 21 martie: Ilarion Felea, preot ortodox român, canonizat ca sfânt (d. 1961)
- 22 martie: Virgil Gheorghiu, poet și pianist român (d. 1977)
- 23 martie: Alejandro Casona, dramaturg și poet spaniol (d. 1965)

### Aprilie
- 16 aprilie: Filaret Barbu, compozitor român (d. 1984)
- 25 aprilie: Andrei Nikolaevici Kolmogorov, matematician rus (d. 1987)

### Mai
- 3 mai: Bing Crosby (n. Harry Lillis), cântăreț și actor american de film (d. 1977)
- 4 mai: Prințesa Anna de Saxonia (n. Anna Monika Pia von Sachsen, Herzogin zu Sachsen), (d. 1976)
- 6 mai: Prințul George Constantinovici al Rusiei (d. 1938)
- 8 mai: Fernandel (n. Fernand Joseph Désiré Contandin), actor francez de film (d. 1971)
- 20 mai: Nicu Stănescu (Nicolae Stănescu), compozitor, dirijor, aranjor și violonist român, interpret român de muzică populară (d. 1971)
- 29 mai: Bob Hope (n. Leslie Townes Hope), actor de film și cântăreț american (d. 2003)

### Iunie
- 5 iunie: Stephan Roll, poet român (d. 1974)
- 6 iunie: Aram Haciaturian, compozitor rus de etnie armeană (d. 1978)
- 8 iunie: Marguerite Yourcenar, scriitoare franceză de etnie belgiană (d. 1987)
- 10 iunie: Poul Høybye, lingvist danez (d. 1986)
- 11 iunie: Prințesa Olga a Greciei și Danemarcei (d. 1997)
- 15 iunie: Victor Brauner, pictor suprarealist de etnie română (d. 1966)
- 22 iunie: John Dillinger (John Herbert Dillinger), spărgător de bănci american, în perioada Marii crize din SUA (d. 1934)
- 25 iunie: George Orwell (n. Eric Arthur Blair), autor englez născut în India (d. 1950)

### Iulie

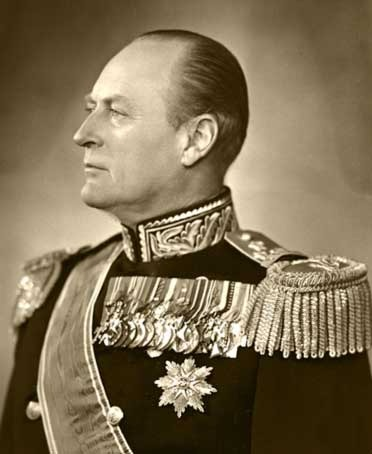
Olav al V-lea al Norvegiei
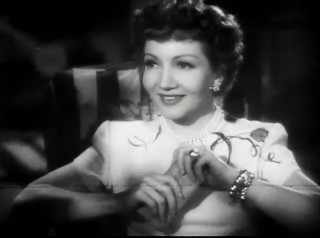
Claudette Colbert, actriță de origine franceză, laureată Oscar
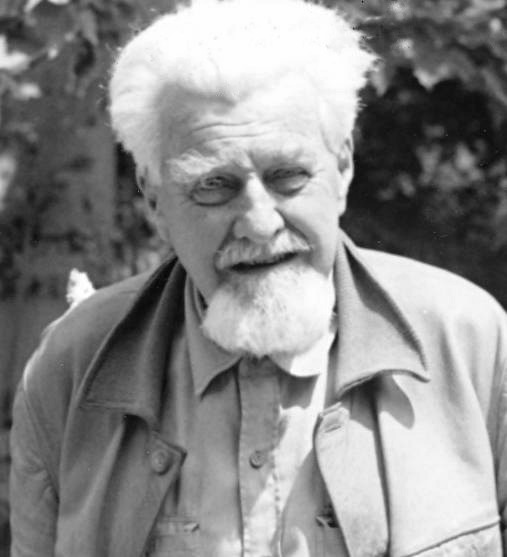
Konrad Lorenz, austriac, specialist în zoologie, psihologie animală, laureat Nobel
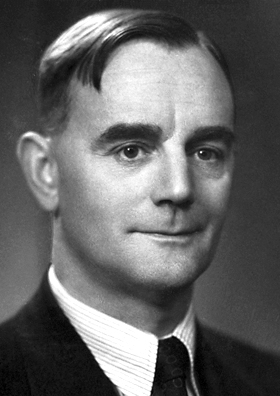
Cecil Frank Powell, fizician britanic, laureat Nobel
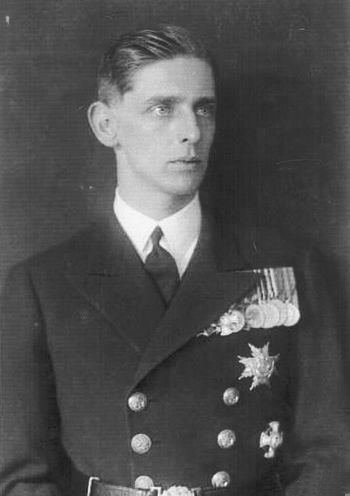
Principele Nicolae al României

- 2 iulie: Olav al V-lea, rege al Norvegiei (d. 1991)
- 14 iulie: Irving Stone, scriitor american (d. 1989)

### August
- 3 august: Habib Bourguiba, primul președinte al Tunisiei (1957-1987), (d. 2000)
- 5 august: Principele Nicolae al României, al doilea fiu al Regelui Ferdinand I și al Reginei Maria (d. 1978)

### Septembrie
- 11 septembrie: Theodor Adorno, filosof și muzicolog german (d. 1969)
- 13 septembrie: Claudette Colbert (n. Lily Claudette Chauchoin), actriță americană născută în Franța (d. 1996)
- 27 septembrie: Alexandru Ciucurencu, pictor român (d. 1977)

### Octombrie
- 1 octombrie: Wladimir Horowitz, pianist american (d. 1989)

### Noiembrie
- 7 noiembrie: Konrad Lorenz, ornitolog austriac, specialist în zoologie, psihologie animală, laureat al Premiului Nobel (1973), (d. 1989)
- 16 noiembrie: Dumitru Stăniloae, teolog român (d. 1993)

### Decembrie
- 5 decembrie: Cecil Frank Powell, fizician britanic, laureat al Premiului Nobel (1950), (d. 1969)
- 12 decembrie: Yasujirō Ozu, regizor japonez (d. 1963)
- 15 decembrie: Elisabeta Elena de Thurn și Taxis (n. Elisabeth Helene Maria Valerie Franziska Maximiliane Antonie), (d. 1976)
- 28 decembrie: Nicolae Kirculescu, muzician român (d. 1985)
- 31 decembrie: Ilarie Voronca, poet român (d. 1946)

## Decese
- 3 ianuarie: Alois Hitler (n. Adolf Schicklgruber), 65 ani, tatăl lui Adolf Hitler (n. 1837)
- 1 februarie: George Gabriel Stokes, 83 ani, matematician și fizician irlandez (n. 1819)
- 14 februarie: Arhiducesa Elisabeta Franziska de Austria, 72 ani (n. 1831)
- 26 aprilie: Louis Pierre Blanc, 42 ani, arhitect elvețian (n. 1860)
- 28 aprilie: Josiah Willard Gibbs, 64 ani, fizician, chimist și matematician american (n. 1839)

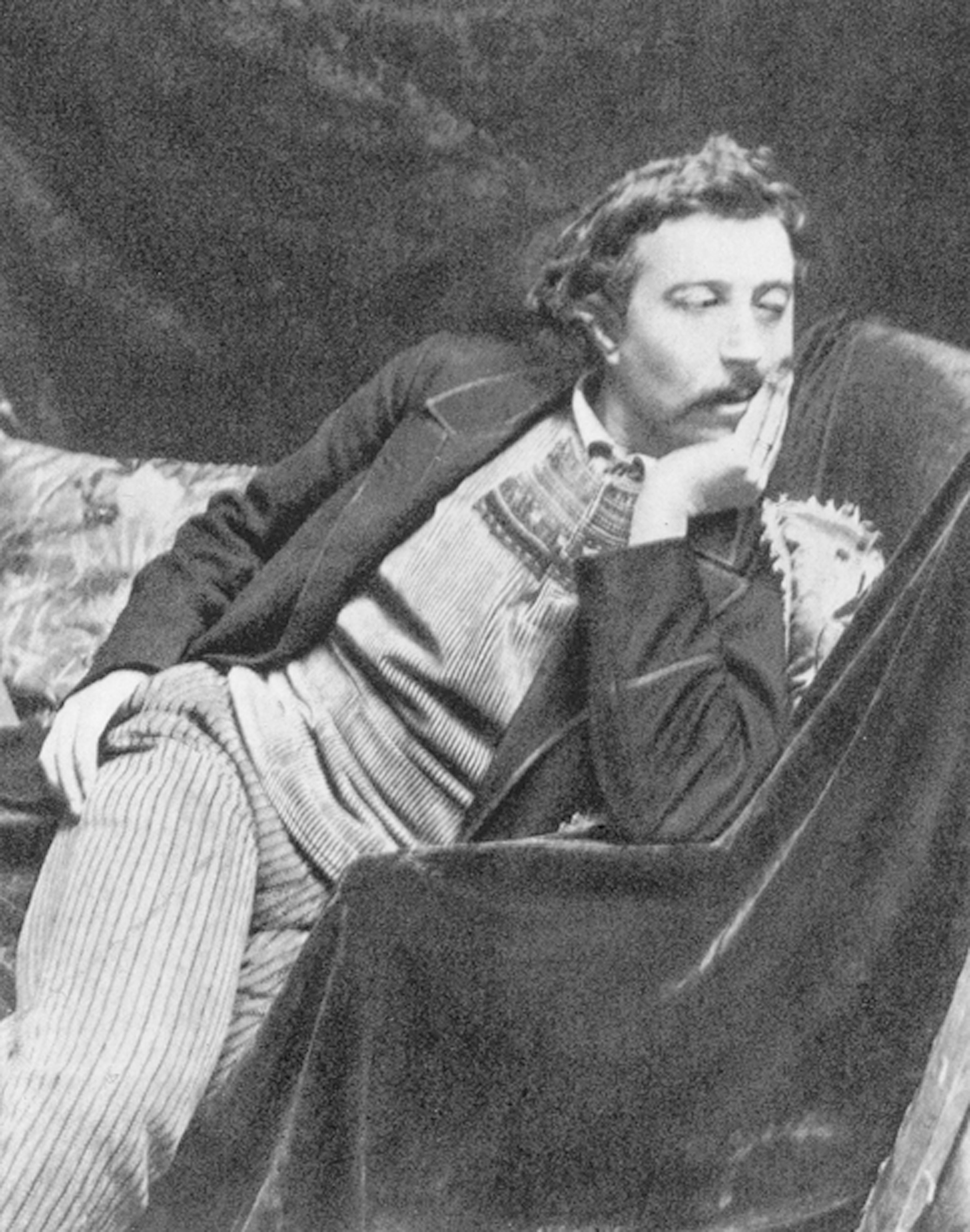
Paul Gauguin, pictor francez
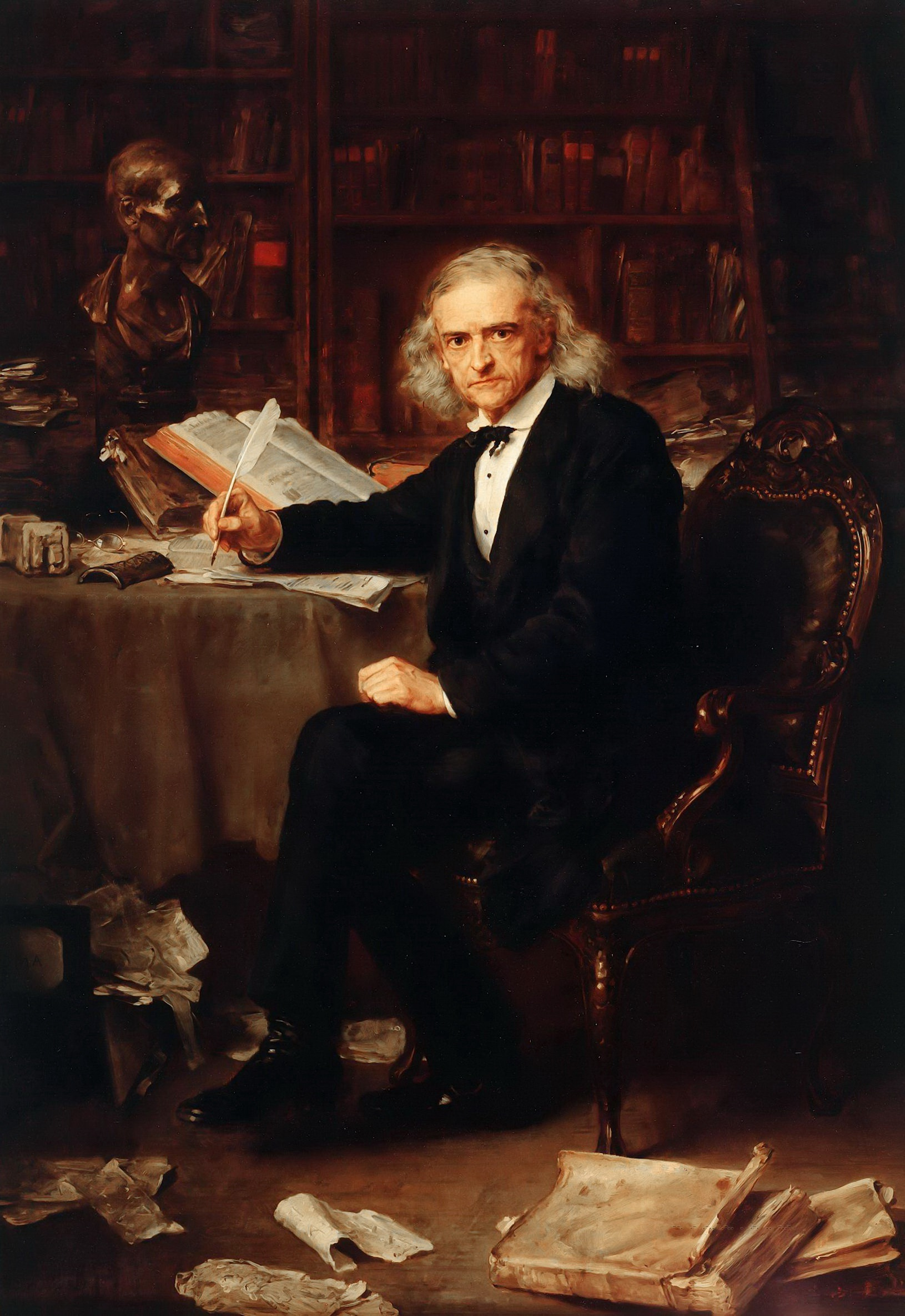
Theodor Mommsen, scriitor german, laureat Nobel
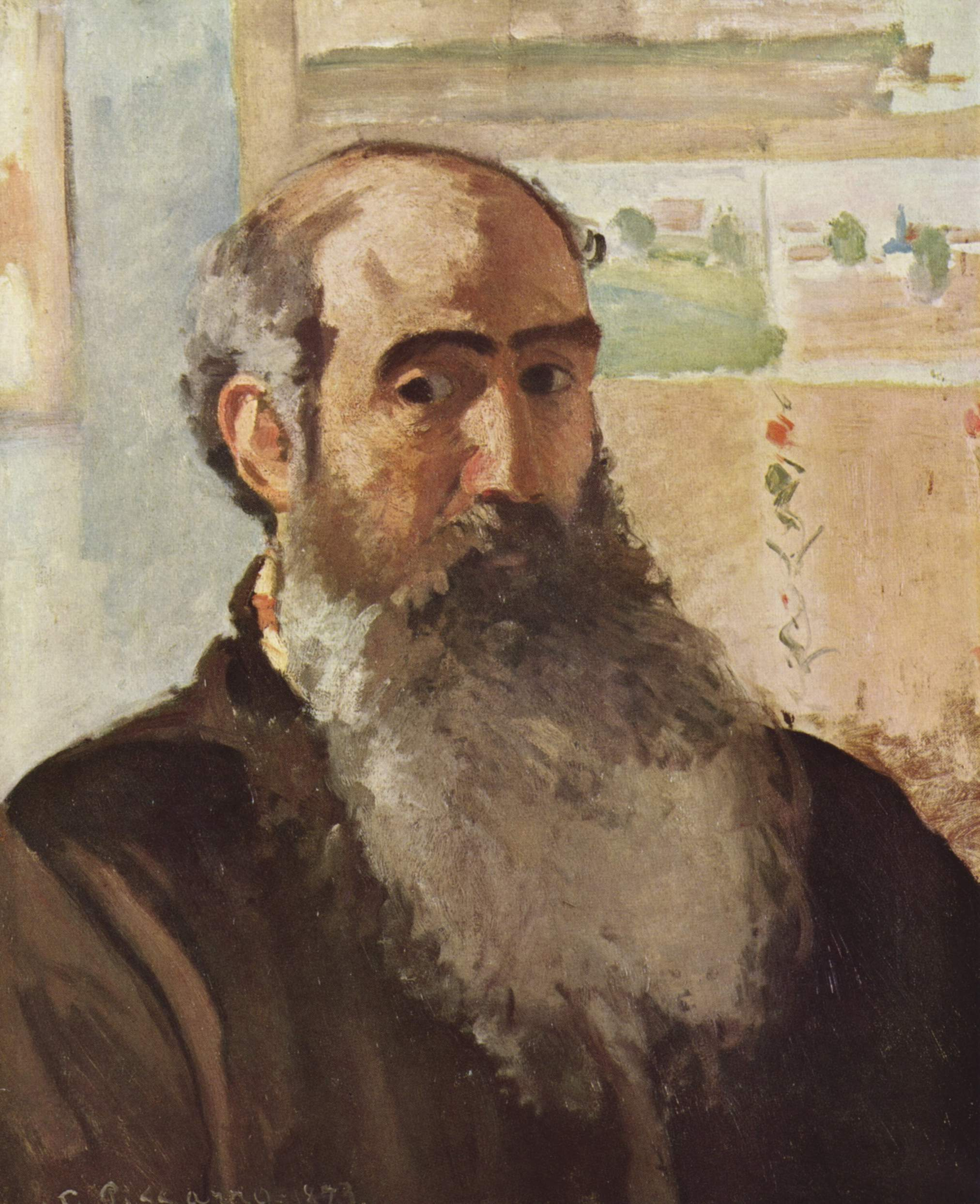
Herbert Spencer, filosof englez
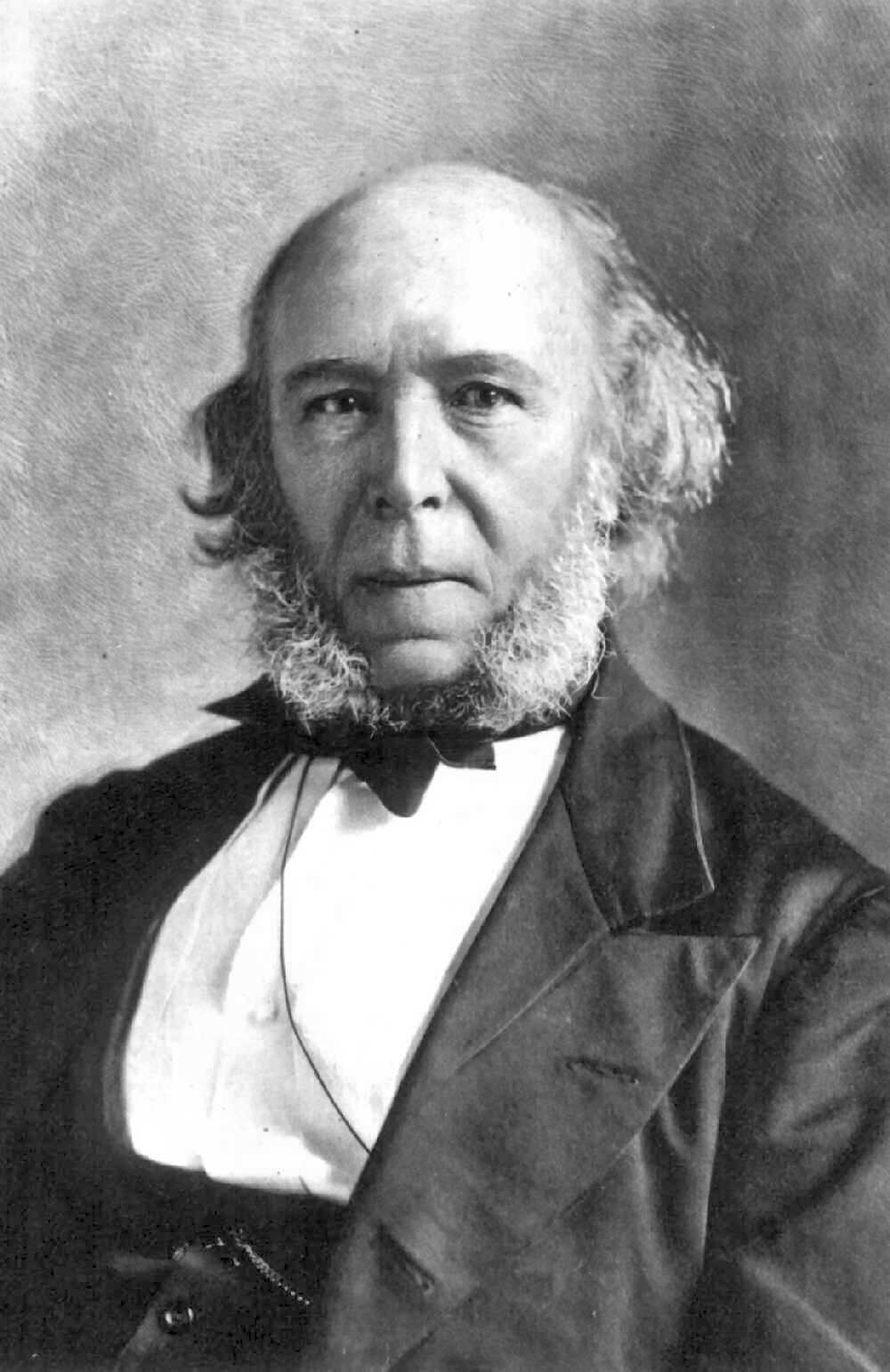
George Orwell, autor englez

- 9 mai: Paul Gauguin (n. Eugène Henri Paul Gauguin), 54 ani, pictor francez (n. 1848)
- 11 iunie: Alexandru I al Serbiei (n. Alexandru Obrenović), 26 ani, rege al Serbiei (1889-1903), (n. 1876)
- 11 iunie: Regina Draga, 41 ani, soția Regelui  Alexandru I al Serbiei (n. 1861)
- 14 iunie: Karl Gegenbaur, 76 ani, anatomist german (n. 1826)
- 14 iunie: Jan Aleksander Ludwik Karłowicz, 67 ani, etnograf polonez, muzicolog, lingvist, folclorist (n. 1836)
- 17 iulie: James Abbott McNeill Whistler, 69 ani, pictor american (n. 1834)
- 20 iulie: Leon al XIII-lea (n. Gioacchino Pecci), 92 ani, papă al Romei (n. 1810)
- 22 august: Robert Gascoyne-Cecil, 73 ani, prim-ministru al Marii Britanii (1885-1892 și 1895-1902), (n. 1830)
- 1 septembrie: Charles Bernard Renouvier, 88 ani, filosof francez (n. 1815)
- 4 octombrie: Otto Weininger, 23 ani, filosof austriac (n. 1880)
- 7 octombrie: Rudolph Lipschitz (n. Rudolf Otto Sigismund Lipschitz), 71 ani, matematician german (n. 1832)
- 1 noiembrie: Theodor Mommsen, 85 ani, scriitor german, laureat al Premiului Nobel (1902), (n. 1817)
- 13 noiembrie: Camille Pissarro, 73 ani, pictor francez (n. 1830)
- 8 decembrie: Herbert Spencer, 83 ani, filosof englez (n. 1820)
- 20 decembrie: Kornél Ábrányi, sr., 81 ani, memorialist, muzicolog și compozitor maghiar (n. 1822)
- 23 decembrie: Prințesa Leopoldine de Baden, 66 ani, prințesă consort de Hohenlohe-Langenburg (n. 1837)

## Premii Nobel
- Fizică: Henri Becquerel, Pierre Curie, Marie Curie (Franța)
- Chimie: Svante Arrhenius (Suedia)
- Medicină: Niels Ryberg Finsen (Danemarca)
- Literatură: Bjørnstjerne Bjørnson (Norvegia)
- Pace: Randal Cremer (Regatul Unit)